# François de Kinschot
Le chevalier François de Kinschot, seigneur de Rivieren, Saint-Pierre-Jette, Kinschot, Bever, Hamme, Relegem et Muyseghem (né le 1er mai 1577 à Bruxelles et mort le 5 mai 1651 à Bruxelles) est un juriste et administrateur des Pays-Bas méridionaux.

## Biographie

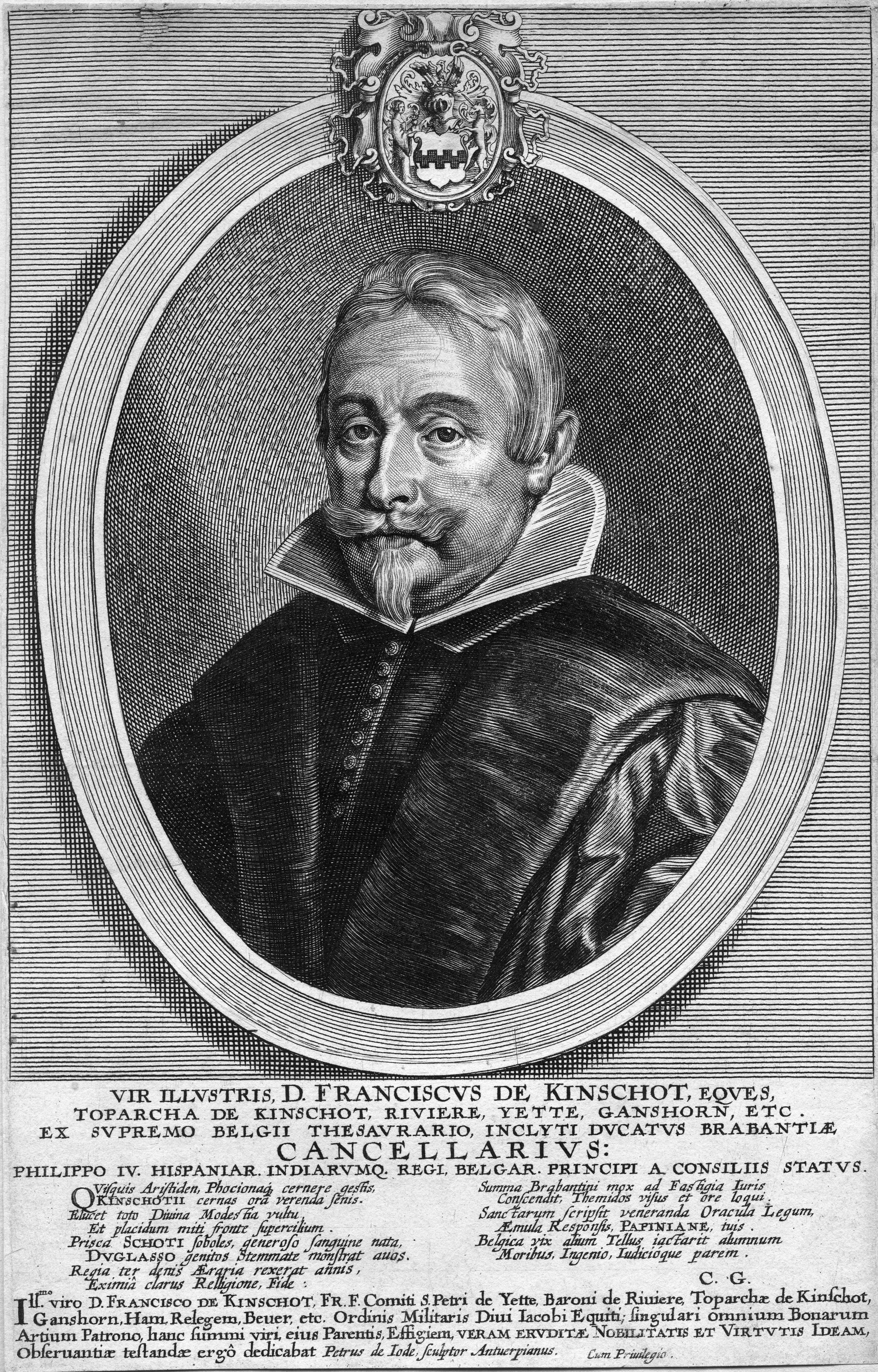
François I van Kinschot.

D'une ancienne famille noble du Brabant, François de Kinschot est le fils du jurisconsulte Henri de Kinschot (1541-1608), avocat au Conseil souverain de Brabant et au Conseil des archiducs Albert et Isabelle, et de Marguerite de Schott.
Après son passage au collège d'Ath, il obtient sa licence en droit à l'Université de Douai à l'âge de dix-huit ans et est admis comme avocat du Conseil souverain de Brabant. Bénéficiant de la renommée paternelle et d'une considérable fortune, François de Kinschot se fait rapidement sa propre réputation. Il épouse Marguerite Boote, fille d'Adrien Boote et de Jeanne Hovyne, dame de Clercamp, et en 1630 succède à son beau-père comme trésorier général et chef des finances de l'archiduc Albert VII d'Autriche.
Sous Philippe IV d'Espagne, il est nommé membre du Conseil d'État et chevalier de l'ordre de Santiago. En 1649, il succède à Ferdinand de Boisschot comme chancelier du Brabant. Il est décédé en 1651.
Ami des lettres et des beaux-arts, François de Kinschot protège avec zèle et discernement ceux qui les cultivent.
Son fils François de Kinschot, comte de Saint-Pierre-Jette, devient membre du conseil d'État et de celui des finances, ainsi qu'écoutète de Malines.

## Publications
- Responsa ou consilia juri (Louvain, 1633)